# Almirante (Familie)
Die Familie Almirante ist eine seit der ersten Hälfte des 19. Jahrhunderts bekannte italienische Schauspielerfamilie. Erste Vertreter dieser Künstlerfamilie waren der 1799 in Capua geborene Theatertruppendirektor Pasquale Almirante und seine Frau Elisabetta Quintavalle. Sie hatten fünf Kinder, die die Theatertradition fortführten.

## Genealogische Darstellung der Mitglieder
1. Pasquale Almirante (* 1799 in Capua; † 1863 in Sant’Angelo), Schauspieler und Theatertruppenleiter; ⚭ Elisabetta Quintavalle
  1. Antonio Almirante, Schauspieler und Leiter einer Theatergruppe
  2. Nunzio Almirante (* 1837 in Collesano, Palermo; † 1906 in Aquila), „attore brillante“, übernahm die Theatercompagnie seines Vaters nach dessen Tod
    1. Ernesto Almirante (* 24. September 1877 in Mistretta; † 13. Dezember 1964 in Bologna), Theater- und Filmschauspieler
    2. Giacomo Almirante (* 12. September 1875 in Palermo; † 12. Januar 1944 in Rom), Schauspieler
    3. Luigi Almirante (* 30. September 1886 in Tunesien; † 5. Mai 1963 in Rom), Schauspieler, gab den Vater in Pirandellos Erstaufführung von Sechs Personen suchen einen Autor 1921
    4. Mario Almirante (* 18. Februar 1890 in Molfetta; † 30. September 1964 in Rom), Schauspieler und Regisseur der Stummfilmära
      1. Giorgio Almirante (* 27. Juni 1914 in Salsomaggiore Terme bei Parma; † 22. Mai 1988 in Rom), neofaschistischer Politiker

  3. Michele Almirante
    1. Italia Almirante Manzini (* 3. Juni 1890 in Tarent; † 15. September 1941 in São Paulo, Brasilien), Stummfilmdiva

  4. Pietro Almirante
  5. Giuseppina Almirante Garzes (* 1826; † 1865 in Crotone ), Erste Schauspielerin in der Compagnie ihres Bruders; ⚭ Luigi Garzes (* 1825 in Rom; † unbekannt), Schauspieler